# Elevador da Bica

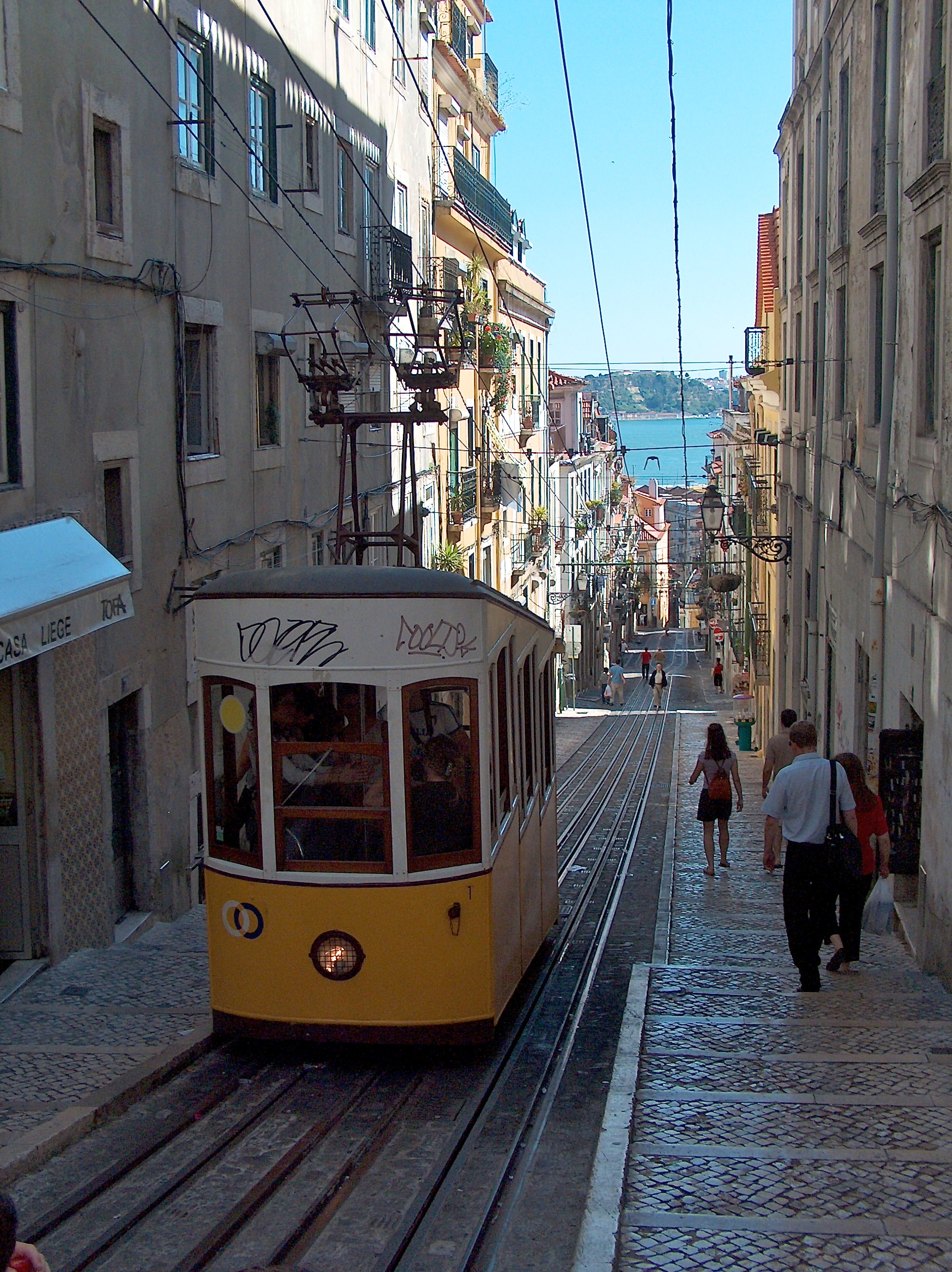
Vista de la línea.

El Elevador da Bica, o Ascensor de Bica, es un funicular se encuentra en la Rua da Bica de Belo Duarte, en Bica, de Lisboa. Es propiedad de la Companhia Carris de Ferro de Lisboa, y establece el vínculo entre el Largo do Calhariz y Rua de São Paulo, frente a una de las laderas más empinadas de la ciudad.

## Historia
El diseño del Elevador da Bica fue el ingeniero portugués Raoul Mesnier du Ponsard, también responsable de muchos proyectos similares, fue inaugurado el 28 de junio de 1892.
- Datos: Q99630
- Multimedia: Elevador da Bica / Q99630